# Бенуа Дютертр
Бенуа Дютертр (20 березня 1960, Сент-Адрес, департамент Приморська Сена — 16 липня 2024, Ле-Вальтен, департамент Вогези) — французький музичний критик і письменник.

## Біографія
Дютертр був сином Жана-Клода Дютертра та його дружини Марі-Клер Жорж і правнуком політика Рене Коті. Він закінчив приватну католицьку школу Collège Saint-Joseph у Гаврі.
У 1975 році Дютертр попросив драматурга Армана Салакру прочитати один з його текстів. Той був у захопленні. Салакру заохочував його далі писати й обіцяв підтримувати якомога більше. Музичний талант Дютейра оцінили і заохочували ще в школі, тому він віддав перевагу музиці, а не письменництву. У 1977 році він почав вивчати музику в університеті Руана. Того ж року він познайомився з Карлгайнцем Штокгаузеном, а наступного року з Яннісом Ксенакісом. У 1979 році Дютертр скористався можливістю вчитися протягом місяця у Дьєрдя Лігеті, а також отримав диплом з музики.
За його власним визнанням, Дютертр почав розглядати письмо як своєрідний контрапункт у музиці. У 1982 році він попросив Семюеля Беккета прочитати його текст «Ніч» (Nuit), і останній негайно виступив за його публікацію в часописі Revue Minuit. У цей час Дютертр оселився в Парижі й виступав як піаніст у театрі Амандьє у Нанті.
Як письменник Дютертр дуже успішно дебютував зі своїм першим романом «Втрачений сон» (Sommeil perdu) у 1985 році. По тому він майже щороку публікував роман, а також регулярно виступав як есеїст. Він публікувався в таких літературних журналах, як Nouvelle Revue Française, L'Atelier du roman і L'Infini, а також у таких журналах, як Revue des Deux Mondes і Commentaire.
Дютертр помер від серцевого нападу 16 липня 2024 року у віці 64 років у Ле Вальтені в департаменті Вогези, де мав свій будинок.

## Відзнаки
- 2001 Премія Медічі за роман "Подорож по Франції " (Le voyage en France)
- 2012 Премія Клода-Фарера за роман «Літо 76»

## Твори
Романи
- Sommeil perdu. Grasset, Paris 1985, ISBN 2-246-35121-9.
- Les vaches. Calmann-Lévy, Paris 1987, ISBN 2-7021-1607-8.
- L'amoureux malgré lui. Gallimard, Paris 1989, ISBN 2-07-071654-6.
- Tout doit disparaître. Gallimard, Paris 1992, ISBN 2-07-072626-6.
- Gaieté parisienne. Gallimard, Paris 1996, ISBN 2-07-074406-X.
- Drôle de temps. Gallimard, Paris 1997, ISBN 2-07-074808-1.
- Les malentendus. Gallimard, Paris 1999, ISBN 2-07-075447-2.
- À propos des vaches. La Table Ronde, Paris 2000, ISBN 2-7103-2558-6.
- Le voyage en France. Gallimard, Paris 2001, ISBN 2-07-075896-6.
- Service Clientèle. Gallimard, Paris 2003, ISBN 2-07-030569-4.
- La rebelle. Gallimard, Paris 2004, ISBN 2-07-073500-1.
- La petite fille et la cigarette. Fayard, Paris 2005, ISBN 2-213-62489-5.
- Chemins de fer. Fayard, Paris 2006, ISBN 2-213-62845-9.
- La cité heureuse. Fayard, Paris 2007, ISBN 978-2-213-63420-3.
- Les pieds dans l'eau. Gallimard, Paris 2008, ISBN 978-2-07-077617-7.
- Ballets roses. Les dessous de mal 1958. Grasset, Paris 2009, ISBN 978-2-246-68761-0.
- Le retour du général. Fayard, Paris 2010, ISBN 978-2-213-62997-1.
- L’Été 76. Gallimard, Paris 2011, ISBN 978-2-07-012523-4.
- À nous deux, Paris! Fayard, Paris 2012, ISBN 978-2-213-62998-8.
- L'ordinateur du paradis. Gallimard, Paris 2014, ISBN 978-2-07-013417-5.
- Livre pour adultes. Gallimard, Paris 2016, ISBN 978-2-07-014576-8.
- En marche ! Gallimard, Paris 2018, ISBN 978-2-07-270507-6.

Есеїстика
- Requiem pour une avant-garde. Laffont, Paris 1995, ISBN 2-221-07559-5.
- L'operette en France. Fayard, Paris 2009, ISBN 978-2-213-62578-2. (EA 1997)
- Le Grand Embouteillage. Rocher (Editions du), Paris 2002, ISBN 978-2-268-03613-7.
- Ma belle époque. Bartillat, Paris 2007 ISBN 978-2-84100-400-3.
- Polémiques. Fayard, Paris 2013, ISBN 978-2-213-67714-9.
- La nostalgie des buffets de gare. Payot, Paris 2015, ISBN 978-2-228-91334-8.
- Pourquoi je préfère rester chez moi. Fayard, Paris 2017, ISBN 978-2-213-69904-2